# Brookula stibarochila
Brookula stibarochila is een slakkensoort, de plaatst in een familie is onzeker. De wetenschappelijke naam van de soort is voor het eerst geldig gepubliceerd in 1912 door Tom Iredale.